# Suo Suo
Suo Suo is een bestuurslaag in het regentschap Tebo van de provincie Jambi, Indonesië. Suo Suo telt 1935 inwoners (volkstelling 2010).